# Raphaëlle Agogué
Raphaëlle Agogué (Nîmes, 27 dicembre 1981) è un'attrice francese.

## Biografia
Raphaëlle Agogué cresce a Quissac , nel Gard e dal 1992 al 1996 inizia la sua formazione teatrale presso gli Ateliers La Grange di Quissac, sotto la guida di Christiane Lorenzo.  
Nel 1996 e nel 1997, studia teatro presso gli Ateliers de Nadine a Nîmes.  
Dal 1997 al 1999, studia invece presso il Conservatorio municipale di Nîmes e successivamente, dal 2000, al Conservatorio di Montpellier, sotto la supervisione di Ariel Garcia-Valdès.  
Dopo aver conseguito il diploma, Raphaëlle Agogué inizia la sua carriera nel mondo dello spettacolo a Parigi, prima sul piccolo schermo televisivo e poi in seguito al cinema.   

## Filmografia

### Cinema
- Modern Love, regia di Stéphane Kazandjian (2008)
- Vento di primavera (La rafle), regia di Roselyne Bosch (2010)
- Chef (Comme un chef), regia di Daniel Cohen (2012)
- Blind Man (À l'aveugle), regia di Xavier Palud (2012)
- La banda Picasso, regia di Fernando Colomo (2012)
- Gibraltar, regia di Julien Leclercq (2013)
- Un'estate in Provenza (Avis de mistral), regia di Roselyne Bosch (2014)
- Le Semeur, regia di Marine Francen (2017)
- Place des Victoires, regia di Yoann Guillouzouic (2019)

### Cortometraggi
- La vieille dame et le garçon, regia di Gaël Cottat (2010)
- Size Zero, regia di Armando Navarro (2013)
- Au large d'une vie, regia di Claire Schwob (2015)
- À ses enfants la patrie reconnaissante, regia di Stéphane Landowski (2015)
- Pot de depart, regia di Martin Jerome (2015)
- Friday Night, regia di Alexis Michalik (2016)
- Je fuis, donc je vis, regia di David Rodrigues (2020)
- Le plus loin possible, regia di Cristobal Diaz (2020)

### Televisione
- Élodie Bradford – serie TV, episodio 1x04 (2006)
- R.I.S. Police scientifique – serie TV, episodio 2x10 (2007)
- Law & Order Criminal Intent: Parigi (Paris, enquêtes criminelles) – serie TV, episodio 1x05 (2007)
- Duval et Moretti – serie TV, episodio 1x21 (2008)
- Adresse inconnue – serie TV, 10 episodi (2008-2009)
- La Rivoluzione alle porte (Louis XVI, l'homme qui ne voulait pas être roi), regia di Thierry Binisti – film TV (2011)
- Climats, regia di Caroline Huppert – film TV (2012)
- Platane – serie TV, episodio 2x05 (2013)
- Palace Beach Hotel, regia di Philippe Venault – film TV (2014)
- Stavisky, l'escroc du siècle, regia di Claude-Michel Rome – film TV (2015)
- Le Passager – miniserie TV, 6 episodi (2014-2015)
- L'île aux Femmes, regia di Éric Duret – film TV (2016)
- Capitaine Marleau – serie TV, episodio 2x06 (2018)
- Alice Nevers - Professione giudice (Le juge est une femme) – serie TV, episodio 3x17 (2019)
- Mortale (Mortel) – serie TV, 6 episodi (2019)
- Simon Coleman – serie TV, episodio 1x01 (2022)

## Teatro
- Le Parisien madame, diretto da Yvan Pradel (1999)